# Régis Bonnessée
Pour les articles homonymes, voir Régis.
Régis Bonnessée, né le 15 mars 1979 à Levallois-Perret, est un auteur français de jeux de société. Il a fondé en 2008 et dirige la maison d'édition Libellud, implantée à Poitiers.

## Biographie
Régis Bonnessée a été président de l'association REEL.  
En 2009, il reçoit le 2e prix national « Envie d'agir » (catégorie « entrepreneuriat social ») décerné par le Ministère de la Jeunesse et des Sports.  
En 2010, le jeu Dixit, édité par Libellud, obtient le Spiel des Jahres : c'était la première fois qu'un auteur et un éditeur français étaient récompensés par le plus prestigieux des prix de jeux de société. 
En 2021, il fonde la société Equinox pour développer le projet de JCC Altered, dont le financement sur Kickstarter a dépassé en 2024 les 6 millions d’euros. 

## Ludographie

### Seul auteur
- Colony, 2000, Hexagames
- Marchands d'Empire, 2002, Hexagames, Concours de créateurs de jeux de Boulogne-Billancourt Primé 2003
  - Himalaya, 2004, Tilsit (édition professionnelle de Marchands d'Empire)
  - Lords of Xidit, 2014, Libellud (réédition rethématisée d'Himalaya)
- Seasons, 2012, Libellud
- Dice Forge, 2017, Libellud
- Altered, 2024, Equinox

### AvecGuillaume Blossier
- Himalaya 5 & 6, 2006, Tilsit

### AvecJean-Louis Roubira
- Archeo, 2002, Hexagames
- Moonster, 2002, Hexagames
- Dixit, 2008, Libellud
- Dixit 2, 2010, Libellud
- Fabula, 2010, Libellud